# Gara Venezia Santa Lucia

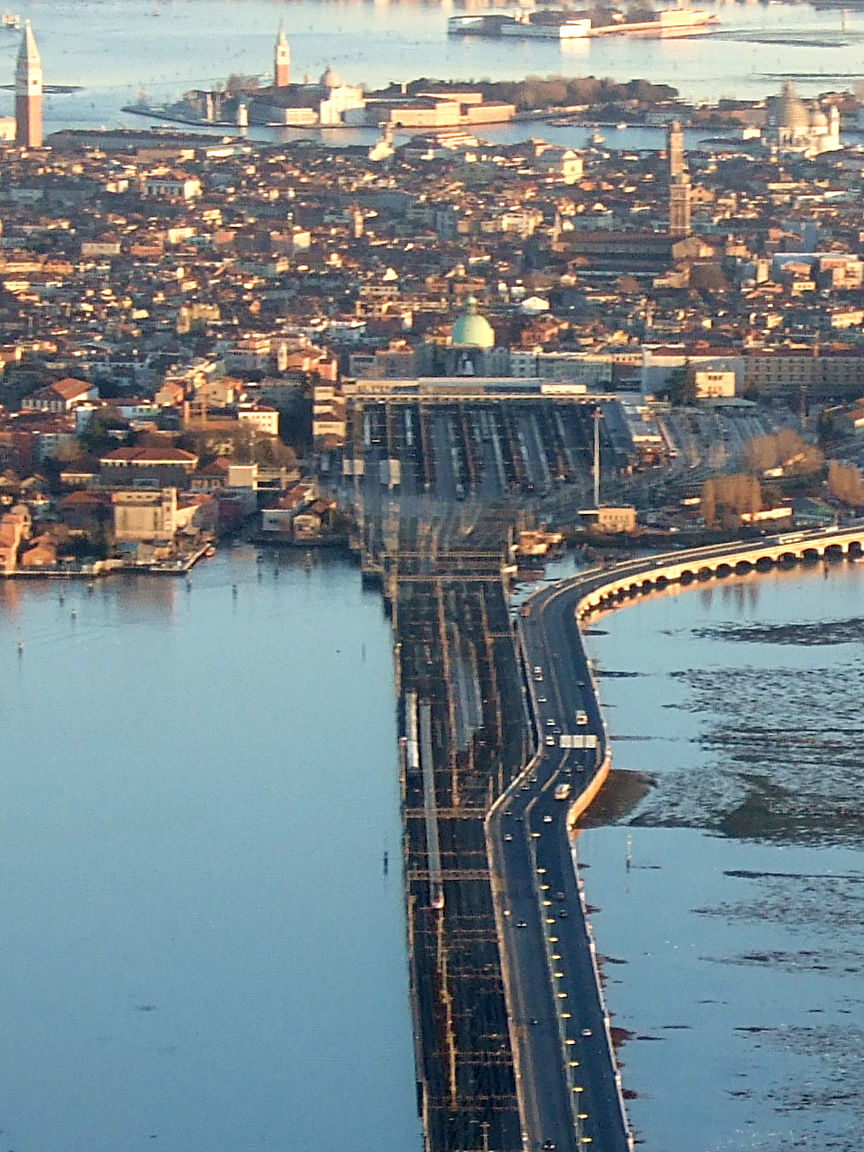
Vedere dinspre nord-vest.

Venezia Santa Lucia (în italiană Stazione di Venezia Santa Lucia) este gara centrală a orașului Veneția din nord-estul Italiei. Este un punct terminus situat în partea de nord a centrului istoric al orașului Veneția (în italiană Centro storico). Această gară este una din cele două gări importante din oraș, cealaltă fiind Venezia Mestre, o stație de joncțiune magistrală a zonei continentale a Veneției de la Mestre. Ambele stații, Santa Lucia și Mestre, sunt conectate între ele prin Ponte della Libertà (în română „Podul Libertății”).

## Amplasare
Venezia Santa Lucia este situată în sestiere Cannaregio, cel mai nordic dintre cele șase sestieri (districte) istorice ale orașului istoric Veneția. Ea este situată pe insula cea mai nordică și aproape de capătul vestic al Canal Grande. Gara se află la kilometrul 267 al căii ferate Milano–Veneția.
Un pod peste Canal Grande, Ponte degli Scalzi (sau Ponte dei Scalzi) (în română „Podul Desculților”, cu referire la carmeliții desculți), face legătura între spațiul din fața gării și sestiere Santa Croce.
Accesul în orașul istoric Veneția avea loc doar cu ambarcațiuni ce traversau laguna sau pe cale ferată până în 1933. Atunci a fost construit un terminal pentru transportul rutier, cu parcări și stații de autobuz. Piața Gara Santa Lucia (nu gara, ci portul naval de croazieră - unde opresc ambarcațiunile către Piazzale Roma) a fost, de asemenea, conectată cu Piazzale Roma prin Ponte della Costituzione (în română „Podul Constituției”).

## Istoric

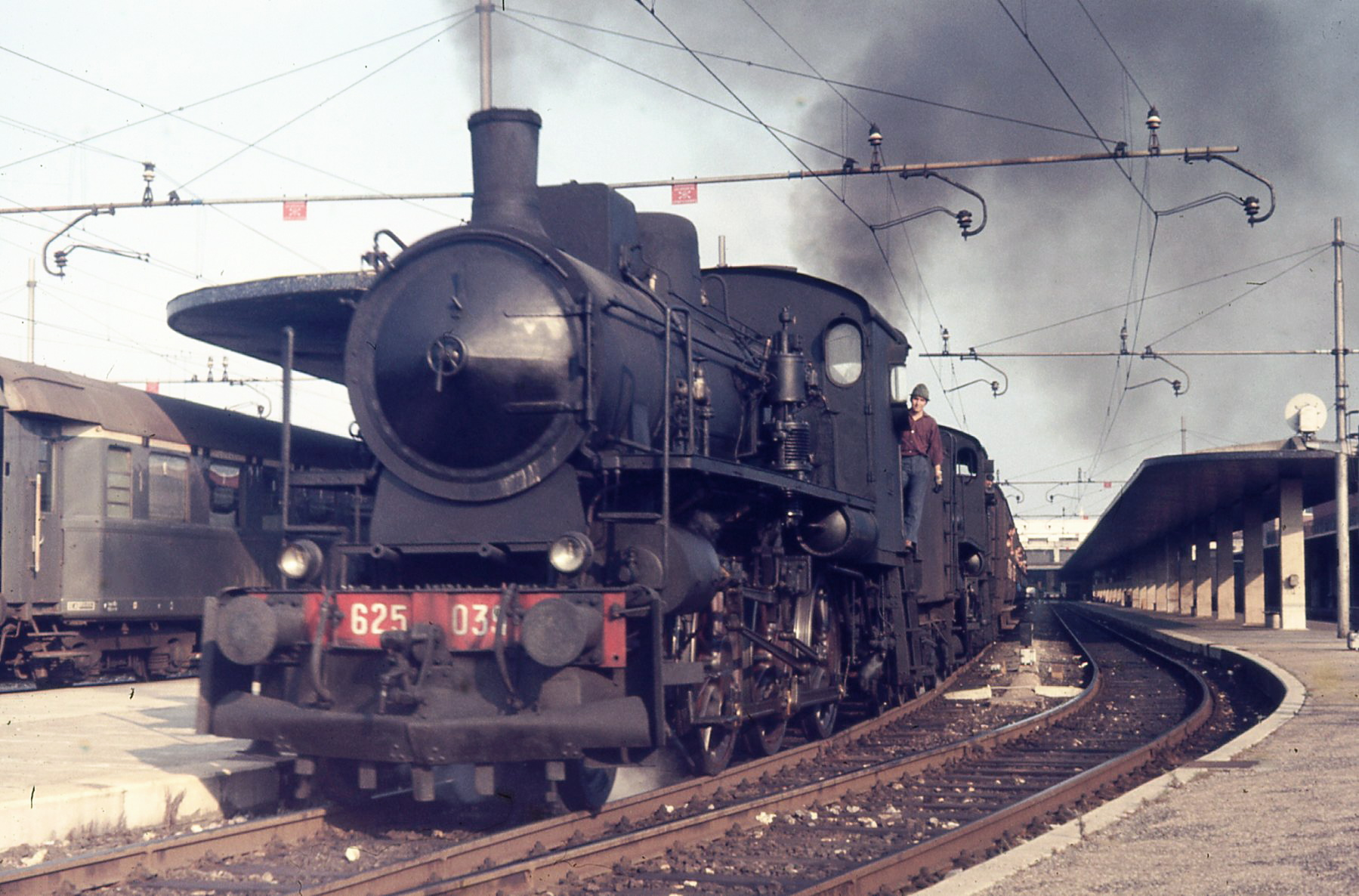
Tren cu aburi ieșind din gara Santa Lucia către Bassano del Grappa, august 1973.

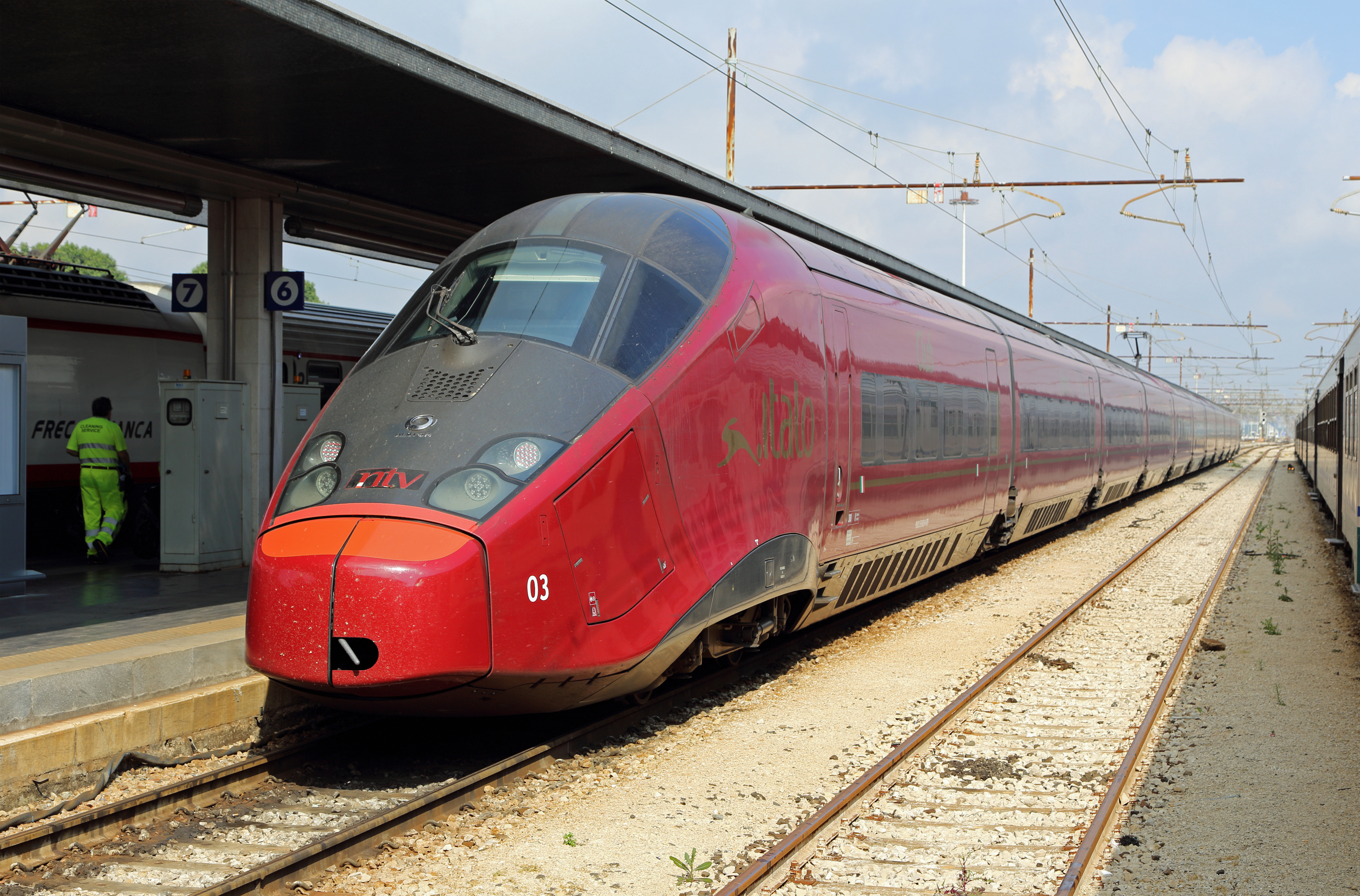
Un tren Italo în gară.

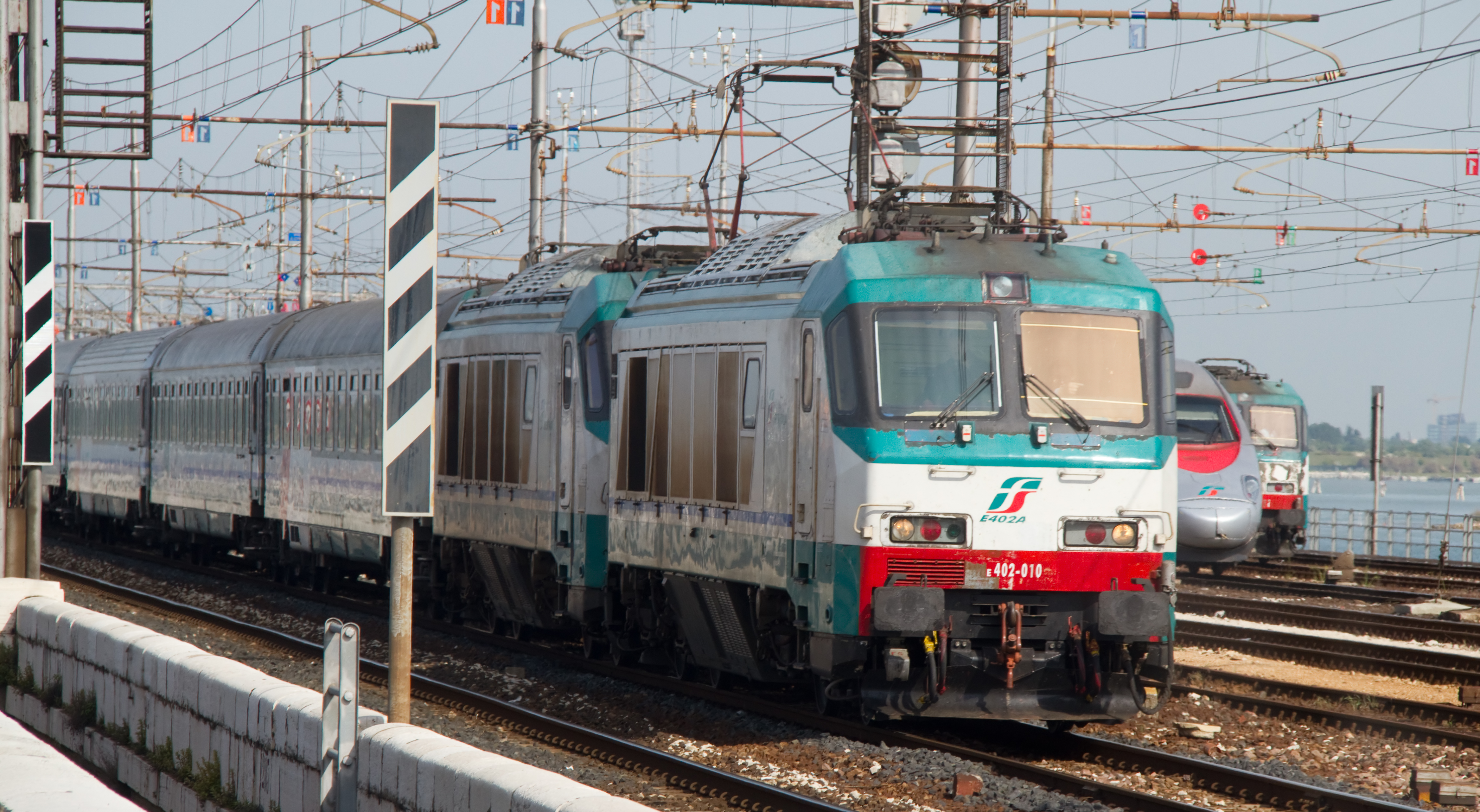
Un tren Intercity Notte sosind în gară.

Construcția gării Santa Lucia a început în 1860, în timpul stăpânirii orașului de către Imperiul Austriac. În scopul de a face loc pentru clădirea gării și pentru terminalul feroviar au trebuit să fie demolate în 1861 o mănăstire și Biserica Santa Lucia, unde erau păstrate relicvele Sfintei Lucia. Gara a preluat la rândul ei numele acesteia.
Actuala clădire a gării este una din puținele clădiri moderniste aflate către Canal Grande. Ea a fost realizată după o serie de planuri inițiate de arhitectul raționalist Angiolo Mazzoni în 1924 și dezvoltate de-a lungul următorilor zece ani.
În 1934 a avut loc un concurs pentru un proiect detaliat al actualei gări, care a fost câștigat de Virgilio Vallot. Între 1936 și 1943 Mazzoni și Vallot au colaborat la construcția gării; Mazzoni a proiectat, de asemenea, peronul trenurilor. Terminarea construcției, cu toate acestea, a avut loc doar după cel de-al Doilea Război Mondial. În 1952 stația a fost finalizată după un proiect care a fost dezvoltat de către un alt arhitect, Paul Perilli.
În noiembrie 2009 au început lucrări de renovare ale gării Santa Lucia. Programul de renovare a inclus îmbunătățiri ale utilizării spațiilor și a fluxului de tranzit intern. În plus, anumite elemente arhitecturale au fost restaurate; atrium-ul a fost modificat pentru a adăposti mai multe spații cu scop comercial. Acest proiect a fost finalizat în 2012, cu un cost de 24 de milioane de euro.

## Caracteristici
Întrucât actuala clădire a gării este joasă și lată, ea nu domină împrejurimile sale. Flancurile fațadei sale sunt decorate cu lei venețieni. În spatele fațadei, există o sala principală vastă cu spații de birouri și pentru vânzarea de bilete, magazine și depozite de bagaje. Sala principală, de asemenea, are acces către cele 16 platforme ale stației.

## Transport feroviar
Gara este deservită de următoarele trenuri:
Trenuri de mare viteză
- Trenitalia Frecciarossa Veneția-Salerno: Veneția - Padova - Bologna - Florența - Roma - Napoli - Salerno
- Italo NTV Veneția-Napoli: Veneția - Padova - Bologna - Florența - Roma - Napoli
- Trenitalia Frecciarossa Milano-Veneția: Veneția - Padova - Vicenza - Verona - Peschiera del Garda - Brescia - Milano
- Trenitalia Frecciarossa Veneția-Roma: Veneția - Padova - Bologna - Florența - Roma
- Trenitalia Frecciargento Veneția-Aeroportul din Roma: Veneția - Padova - Ferrara - Bologna - Florența - Roma - Aeroportul „Leonardo da Vinci” Roma-Fiumicino
- Trenitalia Frecciargento Veneția-Napoli: Veneția - Padova - Ferrara - Bologna - Florența - Roma - Napoli
- Trenitalia Frecciabianca Torino-Veneția: Veneția - Padova - Vicenza - Verona - Peschiera del Garda - Brescia - Milano - Novara - Vercelli - Torino
- Trenitalia Frecciabianca Lecce-Veneția: Lecce - Brindisi - Bari - Foggia - Termoli - Pescara - Ancona - Pesaro - Rimini - Bologna, Ferrara, Rovigo - Padova - Veneția
- Trenul de noapte (Trenitalia Intercity Notte) Trieste-Roma: Trieste/Trieste - Gorizia/Görz - Udine - Treviso - Veneția (Santa Lucia) - Veneția (Mestre) - Padova - Monselice - Rovigo - Ferrara - Bologna - Arezzo - Chiusi-Chiciano Terme - Roma

Trenuri regionale
- Trenitalia Regional Express Veneția-Bologna: Veneția - Padova - Monselice - Rovigo - Ferrara - Bologna
- Trenitalia Regional Express Veneția-Verona: Veneția - Padova - Vicenza - San Bonifacio - Verona
- Trenitalia Regional Veneția-Verona: Veneția - Mira Mirano - Padova - Grisignano di Zocco - Vicenza - San Bonifacio - Verona
- Trenitalia Regional Veneția-Udine: Veneția - Treviso - Udine
- Trenitalia Regional Veneția-Conegliano: Veneția - Treviso - Conegliano
- Trenitalia Regional Veneția-Portogruaro Carole: Veneția - Medolo - San Donà di Piave - Portogruaro Carole
- Trenitalia Regional Veneția-Trieste: Veneția - Portogruaro Carole - Monfalcone - Trieste/Triest
- Trenitalia Regional Veneția-Trieste via Gorizia: Veneția - Treviso - Udine - Gorizia/Görz - Trieste/Triest
- Trenitalia Regional Veneția-Adria: Veneția - Piove di Sacco - Adria
- Trenitalia Regional Veneția-Rovigo/Ferrara: Veneția - Padova - Monselice - Rovigo - Ferrara
- Trenitalia Regional Veneția-Bassano del Grappa: Veneția - Piombino Dese - Castelfranco Veneto - Bassano del Grappa

Trenuri transfrontaliere
(D pentru Germania, A pentru Austria, F pentru Franța, CH pentru Elveția, GB pentru Marea Britanie)
Pe 11 decembrie 2016 toate serviciile feroviare ÖBB EuroNight au fost redenumite „Nightjet”.
- Trenul Intercity (ÖBB Railjet) Veneția-Viena: Veneția - Treviso - Udine - Tarvisio - Villach (O) - Klagenfurt (O) - Leoben (O) - Bruck (O) - Wiener Neustadt (O) - Viena Hauptbahnhof (A)
- Trenul Intercity (SBB CFF FFS Eurocity) Geneva-Veneția: Geneva/Genf (CH) - Lausanne (CH) - Montreux (CH) - Sion (CH) - Brig (CH) - Domodossola - Gallarate - Milano - Brescia - Peschiera del Garda - Verona - Padova - Veneția
- Trenul Intercity (ÖBB Eurocity) München-Veneția: München (D) - Rosenheim (D) - Innsbruck (A) - Brenner (O) - Bolzano - Verona - Veneția
- Trenul de noapte (ÖBB EuroNight) Viena-Veneția: Viena (A) – Wiener Neustadt (A) – Sankt-Pölten (A) – Linz (A) – Salzburg (A) – Villach (A) – Udine – Conegliano – Treviso – Veneția
- Trenul turistic (Venice-Simplon Orient Express) Veneția-Londra: Veneția - Verona - Innsbruck (A) - Paris (Est) (F) - Londra (Victoria) (GB)

## Trafic
Gara este tranzitată de aproximativ 82.000 de pasageri pe zi sau un total de aproximativ 30 de milioane de pasageri pe an.
În fiecare zi aproximativ 450 de trenuri opresc în stație. Trenurile de lungă distanță folosesc platforma centrală, în timp ce platformele pentru trenurile regionale și suburbane sunt situate la vest.
Gara este stația terminus a mai multor faimoase trenuri, inclusiv Venice Simplon Orient Express.

## Schimb

### Privire de ansamblu
Gara este conectată cu restul Veneției prin vaporetto (autobuz acvatic) sau taxiuri acvatice private. În apropiere de Piazzale Roma se află punctul de plecare al tuturor mijloacelor de transport care merg spre continent.

### Liniile de vaporetto care tranzitează stația
Oprirea (docul) este numită Ferrovia și este deservită de opt linii de vaporetto ACTV:
- 1 P.le Roma - Ferrovia - Rialto - San Marco - Lido
- 2 San Zaccaria - Giudecca - Tronchetto - P.le Roma - Ferrovia - Rialto - San Marco - (Lido)
- 4.1 Murano - F.te Nove - Ferrovia - P.le Roma - Giudecca - San Zaccaria - F.te Nove - Murano
- 4.2 Murano - F.te Nove - San Zaccaria - Giudecca - P.le Roma - Ferrovia - F.te Nove - Murano
- 5.1 Lido - F.te Nove - Ferrovia - P.le Roma - San Zaccaria - Lido
- 5.2 Lido - San Zaccaria - P.le Roma - Ferrovia - F.te Nove - Lido
- 3 Murano - Ferrovia - P.le Roma (linie directă)
- N San Zaccaria - Giudecca - Tronchetto - P.le Roma - Ferrovia - Rialto - San Marco - Lido (linie nocturnă)